# Скала-Подільська селищна рада
Скала́-Поді́льська се́лищна ра́да — адміністративно-територіальна одиниця та орган місцевого самоврядування в Борщівському районі Тернопільської області. Адміністративний центр — селище міського типу Скала-Подільська.

## Загальні відомості
- Територія ради: 1,52 км²
- Населення ради: 4 255 осіб (станом на 1 січня 2012 року)
- Територією ради протікає річка Збруч

## Населені пункти
Селищній раді підпорядковані населені пункти:
- смт Скала-Подільська

## Склад ради
Рада складається з 25 депутатів та голови.
- Голова ради:

### Керівний склад попередніх скликань
| Прізвище, ім'я, по батькові | Основні відомості                     | Дата обрання | Дата звільнення |
| --------------------------- | ------------------------------------- | ------------ | --------------- |
| Мирончук Віктор Павлович    | Селищний голова, 1973 року народження | 26.03.2006   | 31.10.2010      |

Примітка: таблиця складена за даними сайту Верховної Ради України

### Депутати
Депутатський склад громади (2015—2020) становив 26 осіб (у дужках вказано номер округу):
1. Баландюк Валерій Антонович (4)
2. Баландюк Ірина Йосипівна (2)
3. Білик Тетяна Йосипівна (12)
4. Бугерчук Надія Орестівна (15)
5. Бугерчук Олександр Миколайович (17)
6. Вараниця Мирослав Володимирович (7)
7. Гуменюк Лілія Миколаївна (21)
8. Данильців Олександр Романович (19)
9. Дозорців Микола Тарасович (22)
10. Дубчак Олександр Пилипович (8)
11. Ільєв Роман Володимирович (20)
12. Качконога Петро Миколайович (13)
13. Кирнична Ольга Іванівна (26)
14. Лагазюк Наталія Василівна (5)
15. Маковський Ігор Богданович (23)
16. Марчак Світлана Миколаївна (14)
17. Паламар Василь Богданович (18)
18. Подворна Наталія Степанівна (9)
19. Розмеріця Володимир Петрович (16)
20. Ружицький Андрій Євгенійович (1)
21. Свідер Микола Вікторович (24)
22. Степований Володимир Михайлович (6)
23. Стягар Ірина Вікторівна (10)
24. Шипітко Іван Петрович (3)
25. Шупенюк Ольга Василівна (25)
26. Ющишин Олександр Дмитрович (11)

За результатами місцевих виборів 2010 року депутатами ради стали:

#### За суб'єктами висування
| Суб'єкт висування           | Кількість обраних депутатів | %    |
| --------------------------- | --------------------------- | ---- |
| Самовисування               | 22                          | 84,6 |
| Комуністична партія України | 4                           | 15,4 |

#### За округами
| № округу                    | Прізвище, ім'я, по батькові       | Дата визнання обраним | Освіта             | Партійна приналежність                | Відомості про обраного депутата                           |
| --------------------------- | --------------------------------- | --------------------- | ------------------ | ------------------------------------- | --------------------------------------------------------- |
| Комуністична партія України |                                   |                       |                    |                                       |                                                           |
| 8                           | Поливаний Володимир Дмитрович     | 03.11.2010            | середня спеціальна | позапартійний                         | Міська комунальна поліклініка, завгосп                    |
| 9                           | Яковець Олександр Павлович        | 24.01.2011            | середня спеціальна | позапартійний                         | пенсіонер                                                 |
| 25                          | Кирилюк Людмила Іванівна          | 03.11.2010            | середня спеціальна | член Комуністичної партії України     | Міська комунальна поліклініка, медсестра                  |
| 26                          | Микитюк Олексій Дмитрович         | 03.11.2010            | середня спеціальна | член Комуністичної партії України     | пенсіонер                                                 |
| Самовисування               |                                   |                       |                    |                                       |                                                           |
| 1                           | Ковалишин Юрій Іванович           | 03.11.2010            | середня            | позапартійний                         | Відділення зв'язку, началь-ник ЛТД № 3                    |
| 2                           | Панчик Любов Мартинівна           | 03.11.2010            | вища               | член Народної партії                  | Чортківська МЛДВМ, провід-ний ветлікар                    |
| 3                           | Шостаківська Тетяна Олександрівна | 03.11.2010            | вища               | позапартійна                          | Райсіль-комунгосп, гол.бухгалтер                          |
| 4                           | Метельницька Оксана Василівна     | 03.11.2010            | середня спеціальна | позапартійна                          | Міська комунальна поліклініка, фельд-шер швидкої          |
| 5                           | Рісна Володимира Володимирівна    | 03.11.2010            | вища               | позапартійна                          | пенсіонер                                                 |
| 6                           | Зембаль Галина Михайлівна         | 03.11.2010            | середня спеціальна | позапартійна                          | пенсіонер                                                 |
| 7                           | Чейпеш Світлана Володимирівна     | 03.11.2010            | незакінчена вища   | позапартійна                          | Скала-Подільська загальноосвітня школа I-III ст., вчитель |
| 10                          | Дідик Андрій Володимирович        | 03.11.2010            | вища               | позапартійний                         | Борщівське УЕГГ, слюсар                                   |
| 11                          | Ундерко Оксана Леонтіївна         | 03.11.2010            | вища               | позапартійна                          | Скала-Подільська загальноосвітня школа I-III ст., вчитель |
| 12                          | Стефин Василь Іванович            | 03.11.2010            | вища               | позапартійний                         | Скала-Подільська загальноосвітня школа I-III ст., вчитель |
| 13                          | Кульчицька Наталія Михайлівна     | 03.11.2010            | середня спеціальна | позапартійна                          | Скала-Подільський будинок культури, директор              |
| 14                          | Дідик Оксана Євстахіївна          | 03.11.2010            | середня спеціальна | позапартійна                          | пенсіонер                                                 |
| 15                          | Логазюк Наталія Василівна         | 03.11.2010            | середня спеціальна | позапартійна                          | Скала-Подільська с/рада, спеціа-ліст                      |
| 16                          | Вараниця Ольга Романівна          | 03.11.2010            | вища               | позапартійна                          | Скала-Подільський психоневрлогічний інтернат, директор    |
| 17                          | Ліпманова Ганна Антонівна         | 03.11.2010            | середня спеціальна | позапартійна                          | ПП Дінтер -Україна, лаборант                              |
| 18                          | Степований Володимир Михайлович   | 03.11.2010            | вища               | позапартійний                         | Скала-Подільське ТОВ «Веста», бухгалтер                   |
| 19                          | Дубчак Олександр Пилипович        | 03.11.2010            | вища               | позапартійний                         | Скала-Подільська загальноосвітня школа I-III ст., вчитель |
| 20                          | Буряк Олександр Васильович        | 03.11.2010            | вища               | член Політичної партії «Наша Україна» | Скала-Подільський ККП, началь-ник                         |
| 21                          | Трач Володимир Миколайович        | 03.11.2010            | середня спеціальна | член Соціалістичної партії України    | тимчасово не працює                                       |
| 22                          | Хома Неля Григорівна              | 03.11.2010            | вища               | позапартійна                          | Дитячий оздоровчий комплекс" Збруч", гол.бухгалтер        |
| 23                          | Лесів Роман Петрович              | 03.11.2010            | середня спеціальна | позапартійний                         | пенсіонер                                                 |
| 24                          | Бачинська Ольга Вікторівна        | 03.11.2010            | вища               | член Політичної партії «Наша Україна» | Скала-Подільська селищна рада, гол.бухгалтер              |